# Jakab Ernő salzburgi érsek
Jakab Ernő salzburgi érsek (sz. Jakob Ernst Liechtenstein-Kastelkorn gróf; Hertwigswalde Münsterberg Hercegség, 1690. február 14. – Salzburg, 1747. június 12.) Seckau püspöke, olmützi hercegpüspök és salzburgi hercegérsek.

## Élete
Jakob Ernst von Liechtenstein-Kastelkorn a Liechtenstein-Kastelkorn dél-tiroli nemesi családból származott. Szülei Franz Graf von Liechtenstein-Kastelkorn császári titkos tanácsos és Katharina Pawlowska bárónő. Filozófiát és jogot tanult Brünnben és Olmützben. Miután a papi pálya mellett döntött, 1709-ben Olmützben kanonok lett, majd 1709-től 1712-ig a római Collegium Germanicum et Hungaricum öregdiákjaként tanult, ahol teológiai doktorátust is szerzett. Miután 1713-ban Rómában pappá szentelték, több évig az olmützi püspöki hivatalban dolgozott, és Opaván főesperes is volt. 1717-ben, bátyja lemondását követően kanonok lett Salzburgban, ahol hamarosan konzisztóriumi elnökké emelkedett. Amikor apja malenovicei birtokát 1724-ben felosztották, a pohořelicei birtok Jakab Ernőhöz került. Örököse Karl Otto Salm és Neuburg grófja volt.

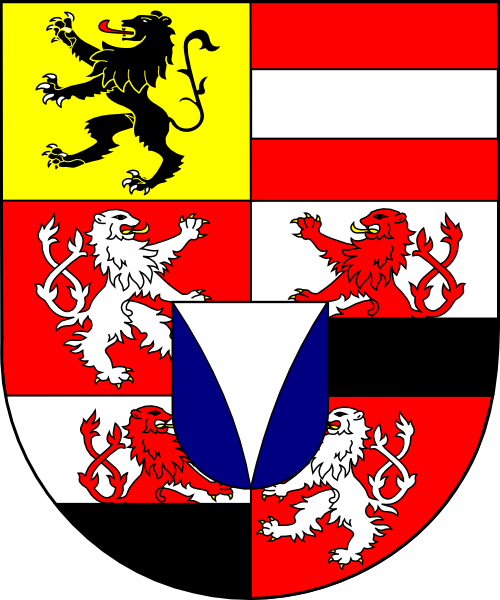
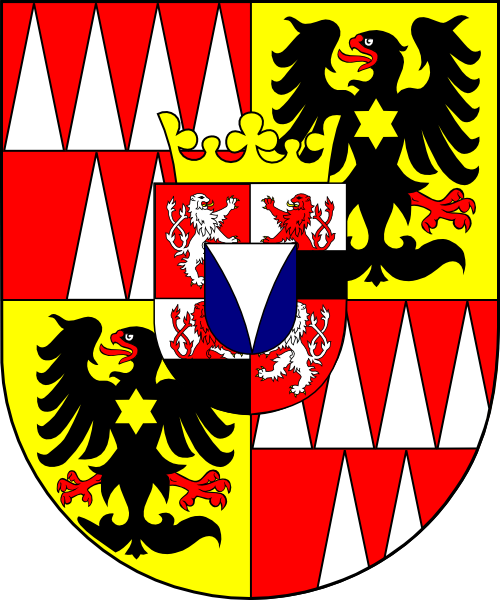
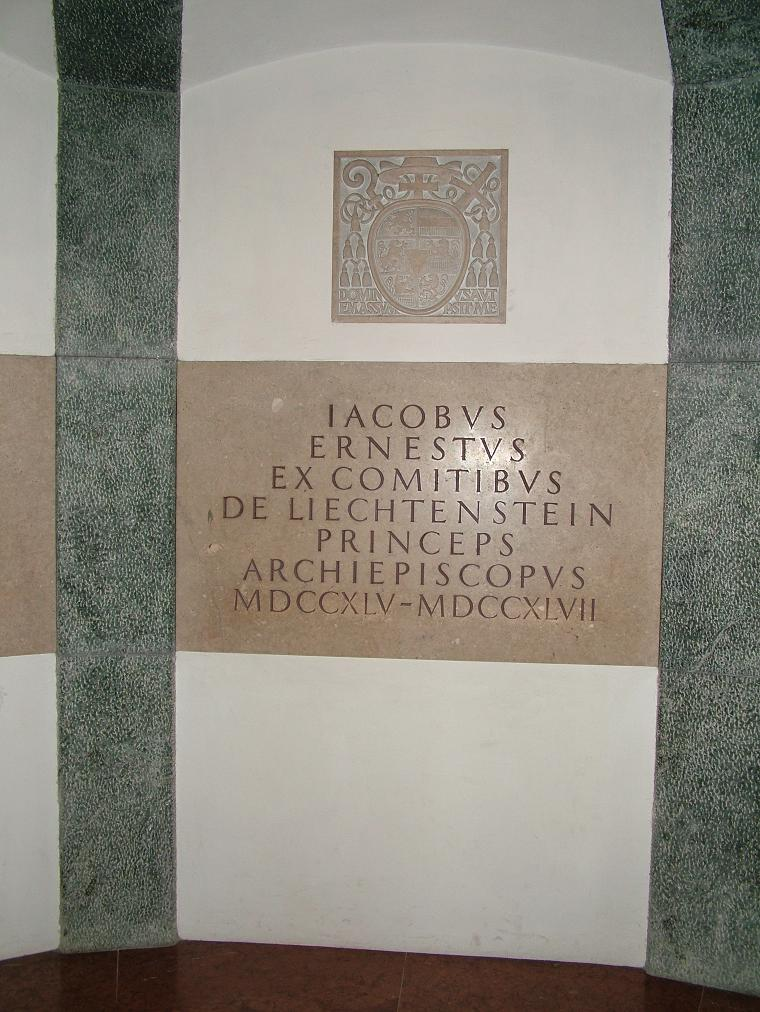
Az érsek sírja
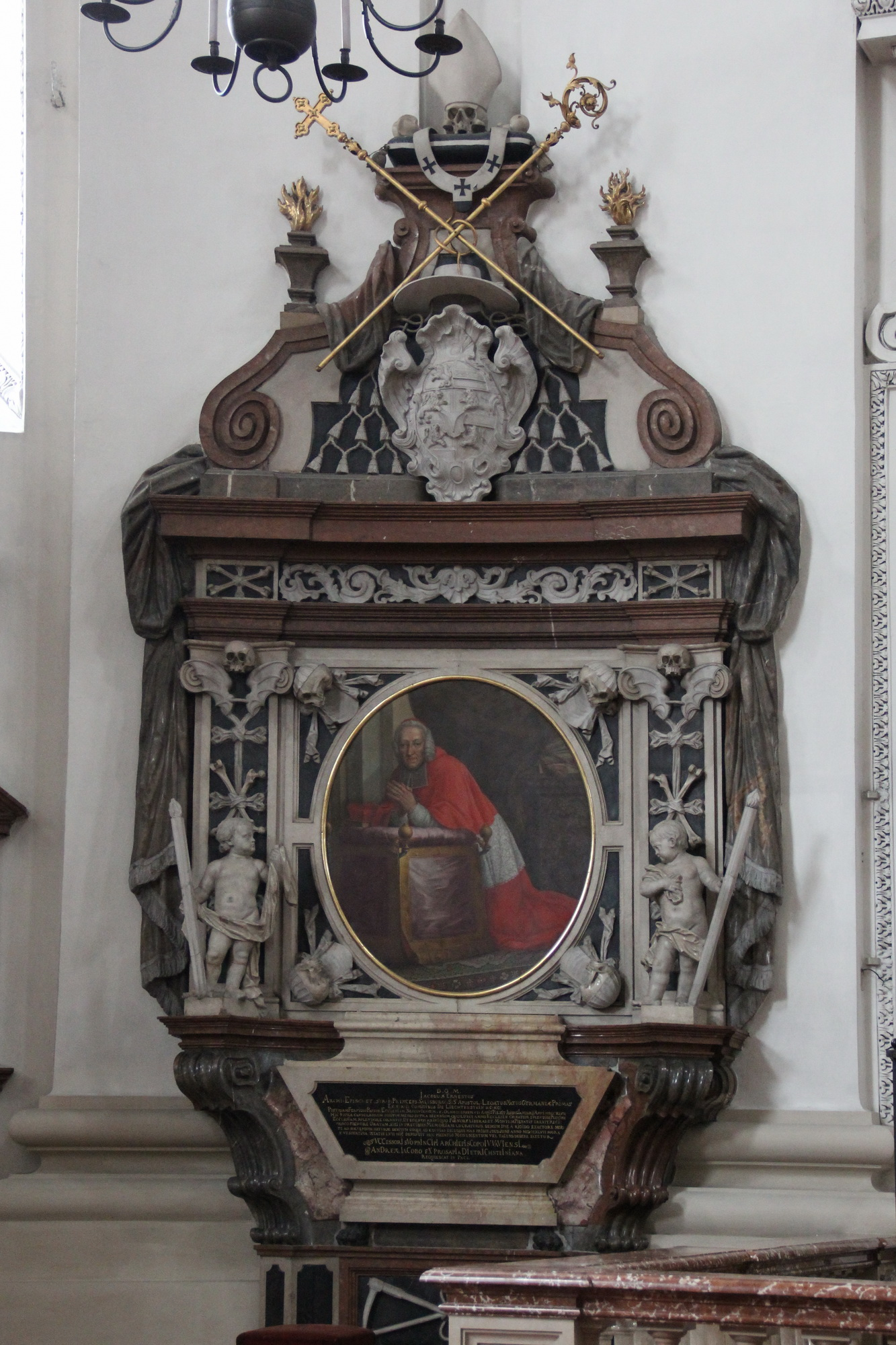
Síremléke a salzburgi dómban

### Seckau püspökeként
1728. január 17-én XIII. Benedek pápa nevezte ki Seckau püspökének, amely akkoriban Salzburg saját egyházmegyéje volt; Leopold Anton von Firmian utódja lett, aki Salzburg érseke lett. Elődje 1728. március 14-én szentelte püspökké. Ezzel egy időben Salzburg stájerországi és a neustadti járás általános helynöke lett.

### Olmütz püspökeként
Wolfgang Hannibál olmützi püspök halála után a székesegyházi káptalan 1738. október 11-én Jakob Ernst von Liechtenstein-Kastelkornt választotta utódjául. A pápai megerősítésre 1739. január 26-án került sor.
Hivatali ideje alatt megalapította a kollégiumot Weißwasserben. A kézművesek alkalmazása érdekében Olmütz 1742-es porosz megszállása után kiterjedt munkákat kezdeményezett a székesegyházban és a hercegpüspöki rezidencián. 1743. május 12-én a prágai Szent Vitus-székesegyházban Mária Teréziát cseh királynővé koronázta. Pápai ornátusa, amelyet a szertartáson viselt, jelenleg az olmützi Szent Vencel-székesegyház kincstárában található.

### Salzburgi hercegpüspökként
Leopold Anton von Firmian salzburgi hercegpüspök halála után az ottani székesegyházi káptalan 1745. január 13-án őt választotta utódjául. A főegyházmegye túlzott eladósodottsága miatt rövid hivatali idejét beárnyékolták a székesegyházi káptalannal való viták. Halála után a salzburgi dóm kriptájában temették el.

## Fordítás
- Ez a szócikk részben vagy egészben  a   Jakob Ernst von Liechtenstein-Kastelkorn című német Wikipédia-szócikk ezen változatának fordításán alapul.  Az eredeti cikk szerkesztőit annak laptörténete sorolja fel. Ez a jelzés csupán a megfogalmazás eredetét és a szerzői jogokat jelzi, nem szolgál a cikkben szereplő információk forrásmegjelöléseként.